# Medical Park Stadyumu
Medical Park Stadyumu – stadion piłkarski w Trabzonie (Turcja), wybudowany w latach 2013–2016 i oddany do użytku 18 grudnia 2016, o pojemności trybun 40 782 miejsc. Domowy obiekt Trabzonsporu, który wcześniej (1951–2016) występował na stadionie im. Hüseyina Avni Akera.
Stadion zlokalizowany jest w dzielnicy Akyazı, w zachodniej części Trabzonu, na terenie o powierzchni 795 tys. m² wydartym morzu i sztucznie usypanym w latach 2011–2013. Budowa samego stadionu trwała w latach 2013–2016, a jego inauguracja, z udziałem m.in. premiera Turcji, Recepa Tayyipa Erdoğana i emira Kataru, Tamima ibn Hamada Al Saniego, nastąpiła 18 grudnia 2016. Pierwszy mecz Trabzonsporu na nowej arenie odbył się 29 stycznia 2017. Stadionowi nadano imię Şenola Güneşa, jednak ze względów sponsorskich od 2017 r. obiekt nosi nazwę Medical Park Stadyumu. Obok stadionu powstał również kompleks boisk treningowych. Przed przenosinami na nowy obiekt Trabzonspor swoje mecze rozgrywał na stadionie im. Hüseyina Avni Akera, położonym w centrum miasta.